# Lust Films
Lust Films, laut Firmenbezeichnung Lust Films & Publications of Barcelona, ist eine Firma, die pornographische Independentfilme des Subgenre Feministische Pornografie produziert. Das Unternehmen publizierte auch Bücher und Magazine und betrieb einen eigenen Onlineshop. Mittlerweile (Stand Mai 2019) beschränkt sich der Handel der Firma auf den Weiterverkauf von Lizenzrechten.
Lust Films wurde 2004 von Erika Lust und Pablo Dobner gegründet und produziert fast ausschließlich die Werke von Erika Lust.

## Auszeichnungen
- 2022: XBIZ Europa Awards – Studio of the Year: Erika Lust Films[2]